# 马西伊昂戈
马西伊昂戈（法語：Marcilly-en-Gault，法語發音：[maʁsiji ɑ̃ ɡo]）是法国卢瓦-谢尔省的一个市镇，位于该省东南部，属于罗莫朗坦-朗特奈区。

## 地理
马西伊昂戈（47°27'55"N, 1°52'25"E）面积50.31 平方千米，位于法国中央-卢瓦尔河谷大区卢瓦-谢尔省，该省份为法国中北部省份，北起厄尔-卢瓦省，东北接卢瓦雷省，东南接谢尔省，南至安德尔省，西南接安德尔-卢瓦尔省，西北接萨尔特省。
与马西伊昂戈接壤的市镇（或旧市镇、城区）包括：博阿尔奈堡、安博堡、洛勒、米朗赛、伯夫龙河畔讷安、圣维亚特尔、塞勒圣但尼。

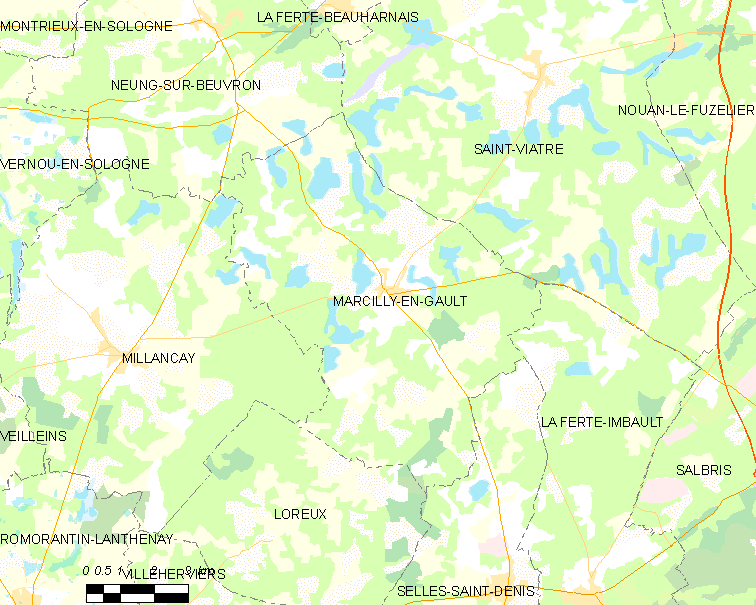
马西伊昂戈的OSM定位图

马西伊昂戈的时区为UTC+01:00、UTC+02:00（夏令时）。

## 行政
马西伊昂戈的邮政编码为41210，INSEE市镇编码为41125。

## 政治
马西伊昂戈所属的省级选区为拉索洛涅县。

## 人口

1962-2008年间马西伊昂戈人口变化图示

马西伊昂戈于2022年1月1日时的人口数量为742人。